# Euryglossa edwardsii
Euryglossa edwardsii là một loài Hymenoptera trong họ Colletidae. Loài này được Cockerell mô tả khoa học năm 1907.

## Hình ảnh

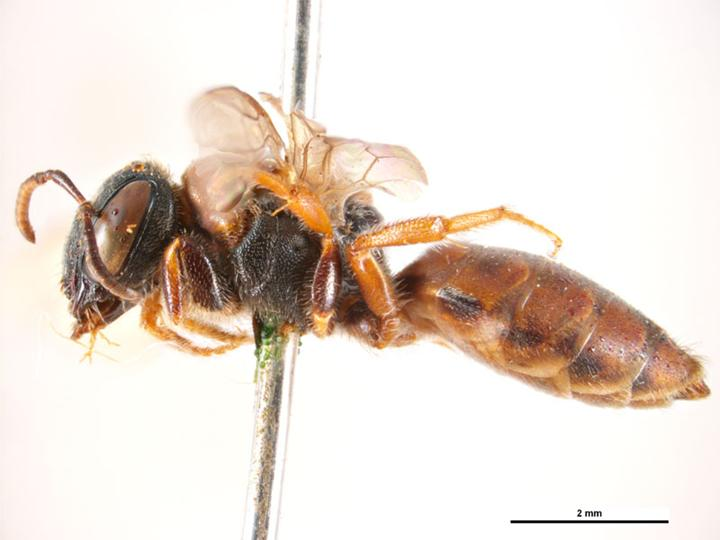